# Цуан Хонгчан
Цуан Хонгчан (на китайски: 全红婵; на английски: Quan Hongchan; родена през 28 март 2007 г), е китайска състезателка по скокове във вода, национална и олимпийска шампионка. Тя печели златния медал на Летните олимпийски игри през 2020 г. в индивидуалното състезание на 10-метрова платформа. Заедно с Чен Юси тя е един от китайските олимпийски шампиони по скокове във вода.

## Препратки
- https://www.scmp.com/sport/china/article/3150491/tokyo-champ-quan-hongchan-line-us1-million-bonus-after-xian-golds